# Municipio de Irwin (Pensilvania)
El municipio de Irwin (en inglés: Irwin Township) es un municipio ubicado en el condado de Venango en el estado estadounidense de Pensilvania. En el año 2000 tenía una población de 1.309 habitantes y una densidad poblacional de 16 personas por km².

## Geografía
El municipio de Irwin se encuentra ubicado en las coordenadas 41°14′30″N 79°56′59″O / 41.24167, -79.94972.

## Demografía
Según la Oficina del Censo en 2000 los ingresos medios por hogar en la localidad eran de $34,615 y los ingresos medios por familia eran $39,567. Los hombres tenían unos ingresos medios de $34,792 frente a los $23,194 para las mujeres. La renta per cápita para la localidad era de $16,549. Alrededor del 10,0% de la población estaban por debajo del umbral de pobreza.